# Lybochora (Sambir)
Lybochora (ukrainisch Либохора; russisch Либохора Libochora, polnisch Libuchora) ist ein Dorf in den Waldkarpaten im Süden der ukrainischen Oblast Lwiw mit etwa 2300 Einwohnern (2016).

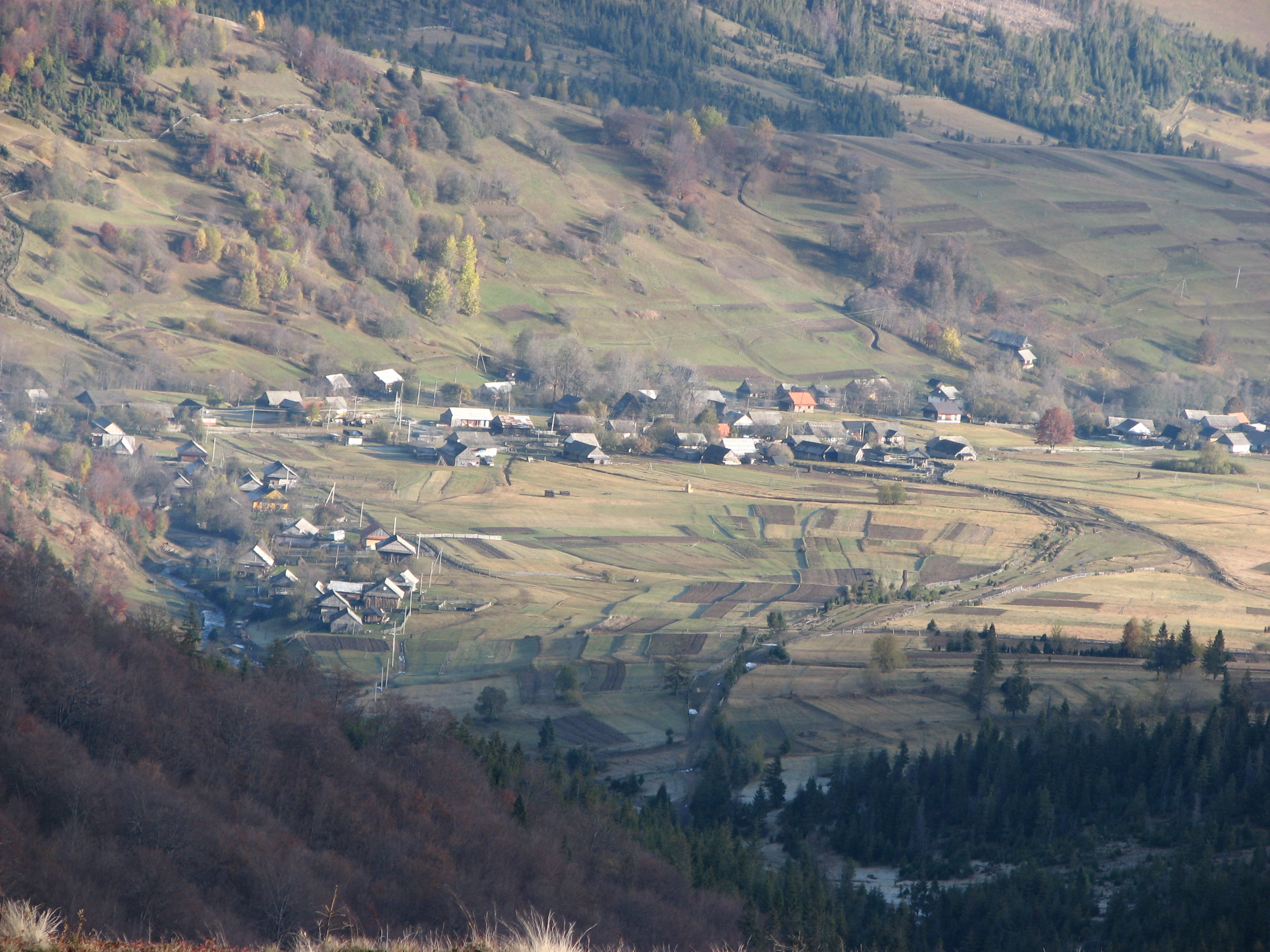
Blick auf Lybochora

Im Dorf befindet sich die 1798 erbaute Holzkirche der Kathedrale der Heiligen Jungfrau der ukrainisch-orthodoxen Kirche. Das dreistufige Kirchengebäude im neo-ukrainischen Stil wurde 1914 gründlich umgebaut und ist heute ein architektonisches Denkmal von nationaler Bedeutung.

## Geographische Lage
Die Ortschaft befindet sich im Südwesten des Rajon Sambir nahe der Grenze zu Polen und zur Oblast Transkarpatien und unweit nördlich des 1309 m hohen Berges Welykyj Werch (Великий Верх). Lybochora liegt auf einer Höhe von 694 m im Tal der Lybochora (Либохора), einem 15 km langen, linken Nebenfluss des Stryj, etwa 67 km südlich vom Rajonzentrum Sambir und etwa 165 km südwestlich vom Oblastzentrum Lwiw. Lybochora war die einzige Ortschaft der gleichnamigen, 5,7 km² großen Landratsgemeinde.
Am 12. Juni 2020 wurde die Landratsgemeinde aufgelöst und der Siedlungsgemeinde Borynja unterstellt, gleichzeitig wurde das Dorf ein Teil des Rajons Sambir.

## Geschichte
Das 1553 unter dem Namen Oleksanka (Олексанка) in der Woiwodschaft Ruthenien der Adelsrepublik Polen-Litauen gegründete Dorf kam nach der Ersten Teilung Polens 1772 zum Kronland Galizien und Lodomerien des habsburgischen Kaiserreichs und lag dort, bis zum Ende des Ersten Weltkrieges, im Bezirk Turka der Donaumonarchie. Nach dem Ersten Weltkrieg kam das Dorf, in Folge des Zusammenbruchs Österreich-Ungarns im November 1918, kurzzeitig an die Westukrainische Volksrepublik und nach dem Ende des Polnisch-Ukrainischen Kriegs 1919 erneut zu Polen, wo es ab 1921 offiziell in der Woiwodschaft Stanislau und ab 1931 in der Woiwodschaft Lwów lag. Aufgrund des Ribbentrop-Molotow-Paktes wurde die Ortschaft Ende September 1939 von der Sowjetunion annektiert und in die Ujesd Turka der Oblast Drogobytsch innerhalb der Ukrainischen SSR eingegliedert. Zu Beginn des Deutsch-Sowjetischen Krieges wurde das Dorf im Juni 1941 vom Deutschen Reich okkupiert und in den Distrikt Galizien des Generalgouvernements eingegliedert. Dort verblieb das Dorf bis zur Rückeroberung durch die Rote Armee im Rahmen der Lwiw-Sandomierz-Operation im  September 1944 und fiel dadurch erneut an die Sowjetunion. Nach deren Zerfall wurde das Dorf 1991 Bestandteil der nun unabhängigen Ukraine. 1921 lebten 2082 Menschen im Dorf und in den 1960er Jahren besaß die Ortschaft mehr als 2500 Bewohner.